# Michel Colombe

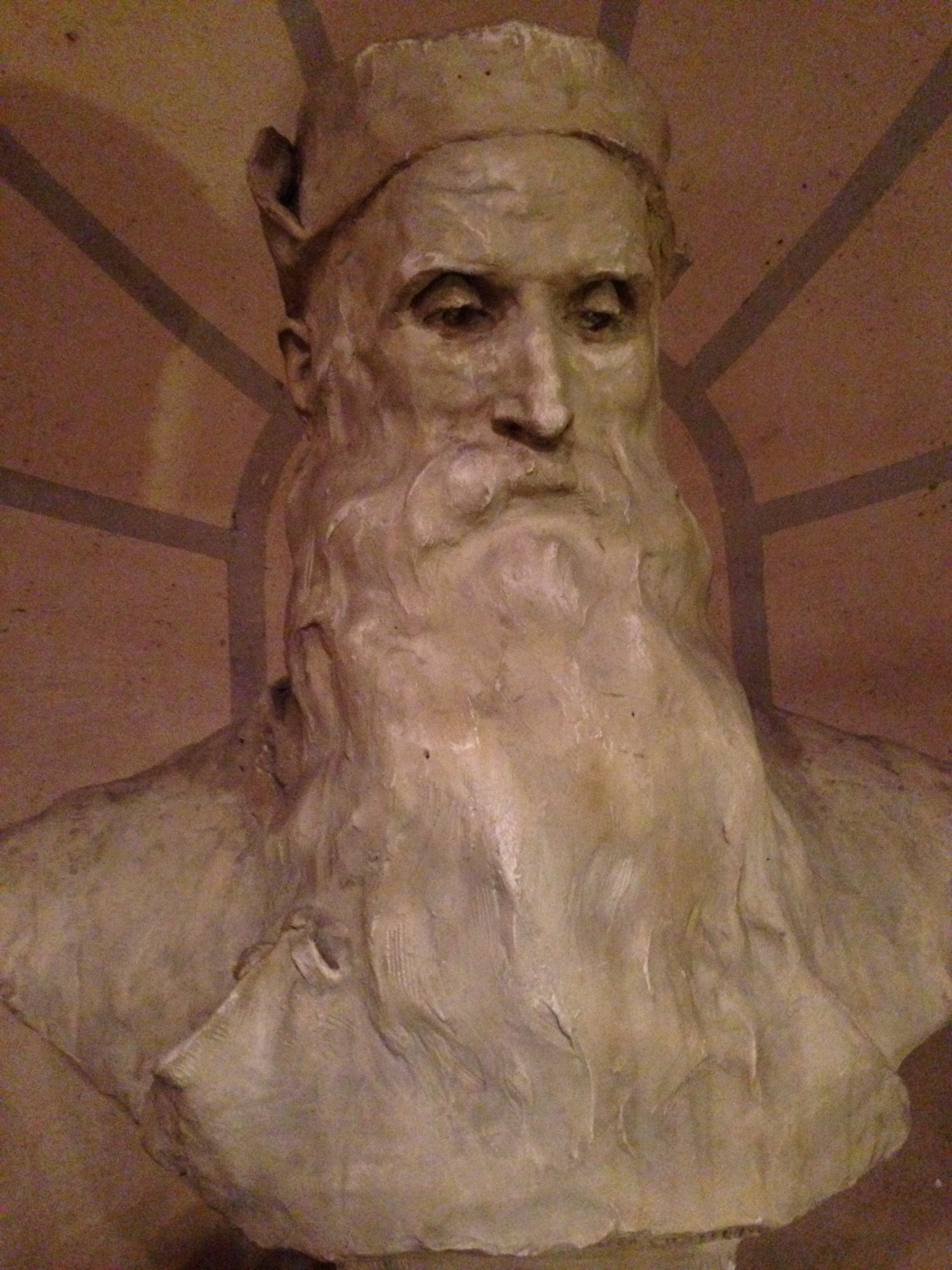
Büste von Michel Colombe, geschaffen von François Sicard

Michel Colombe (* um 1430 in der Bretagne; † um 1512 in Tours) war ein französischer Bildhauer.
Michel Colombe gilt als der bedeutendste französische Meister der zweiten Hälfte des 15. Jahrhunderts. Der Stil seiner Werke weist eine Vielzahl an italienischen Renaissance-Elementen auf. 1475 beauftragte König Ludwig XI. ihn und Jean Fouquet mit dem Entwurf seines Grabes für die Kirche Notre-Dame in Cléry. Dem König jedoch missfiel der Entwurf, sodass das Grab nicht zur Ausführung kam.
Sein Bruder war der Buchmaler Jean Colombe († um 1493).

## Werke (Auswahl)
- Betende Figur von Jean II. de Bourbon aus der Schlosskapelle der Burg Bourbon-l’Archambault, um 1485 (Sandstein, 28,5 × 12,8 × 18 cm; heute Baltimore, Walters Art Museum, Inv. Nr. 27.510)[2]
- Grablegung Christi, 1496 (Solesmes, Abtei Saint-Pierre de Solesmes)
- Maria mit Kind, um 1500/10 (Paris, Louvre, Inv. Nr. RFML.SC.2022.39.1)[3][4]
- Grabmal von Franz II., 1502–1507 (Nantes, Kathedrale)
- Grabmal der Söhne von Karl VIII. und Anne de Bretagne, 1506 (Tours, Kathedrale)
- Georgs Kampf mit dem Drachen aus der Schlosskapelle in Gaillon, 1508 (Marmor, 128,5 × 182,5 cm; heute Paris, Louvre, Inv. Nr. MR 1645)[5][6]
- mit Guillaume Regnault: Grablegung Christi, um 1510 (Jouarre, Saint-Pierre-et-Saint-Paul)[7]

## Galerie

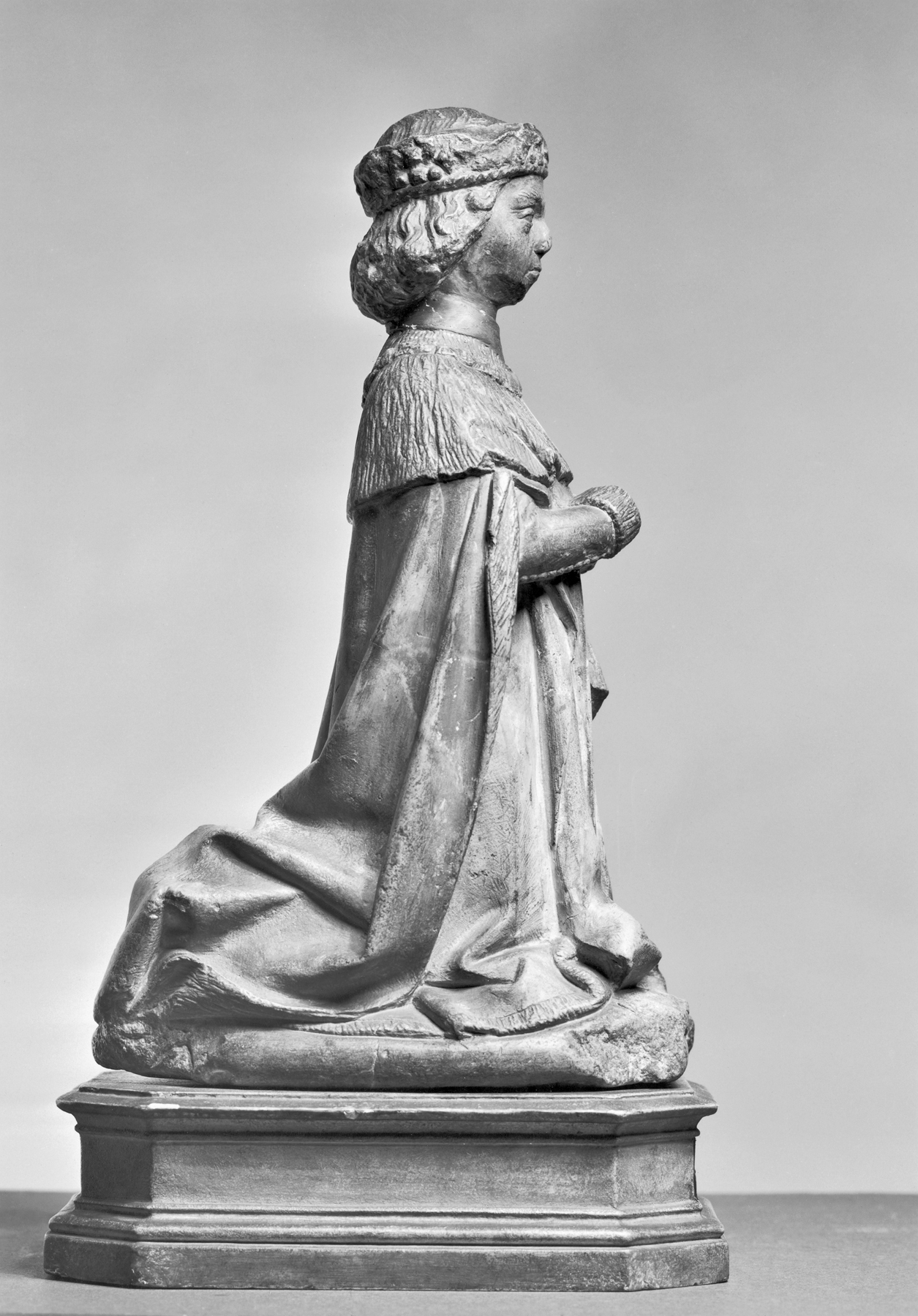
Jean II., Herzog von Bourbon, im Gebet, um 1485
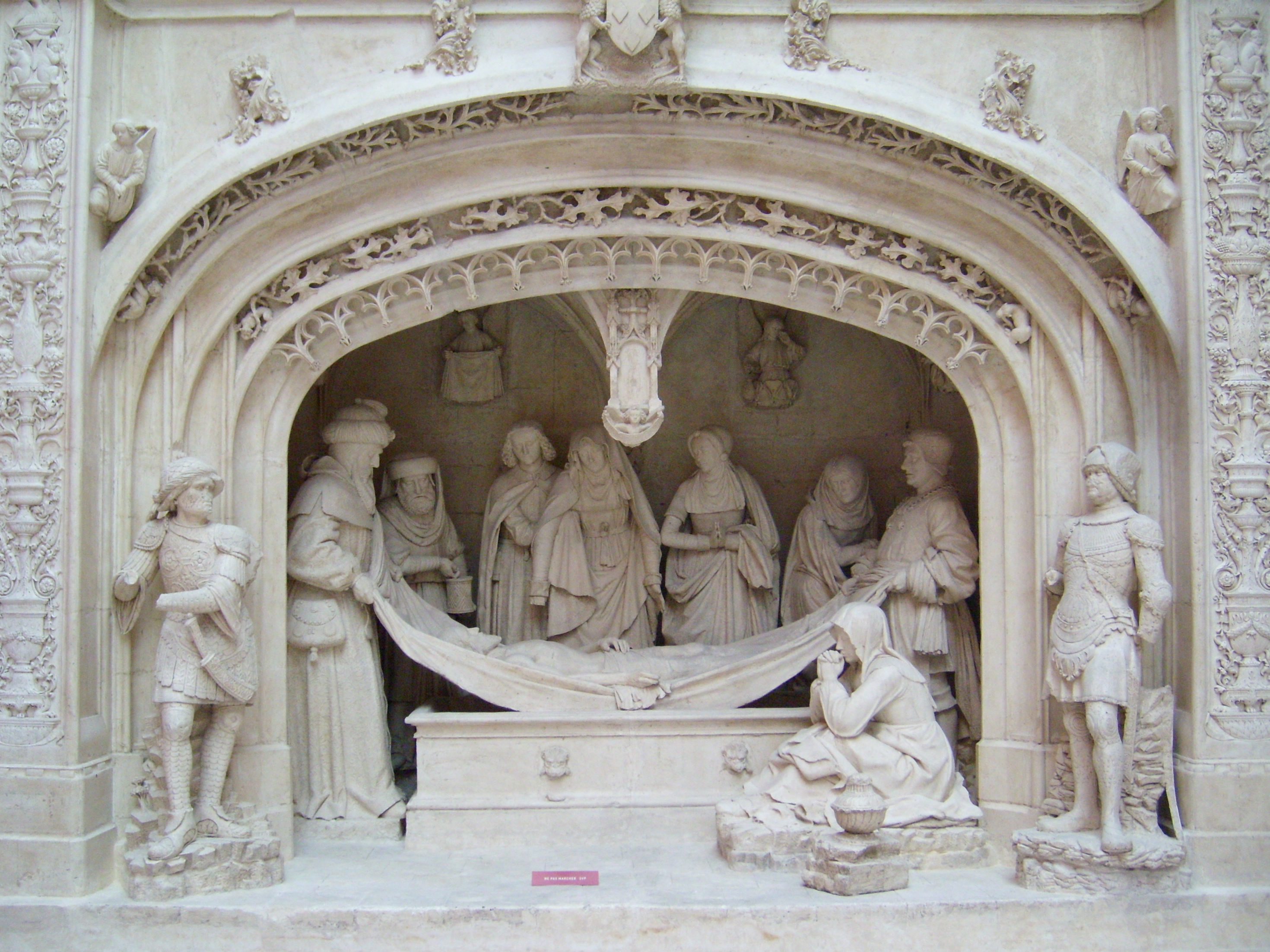
Mise au tombeau du Christ, 1496
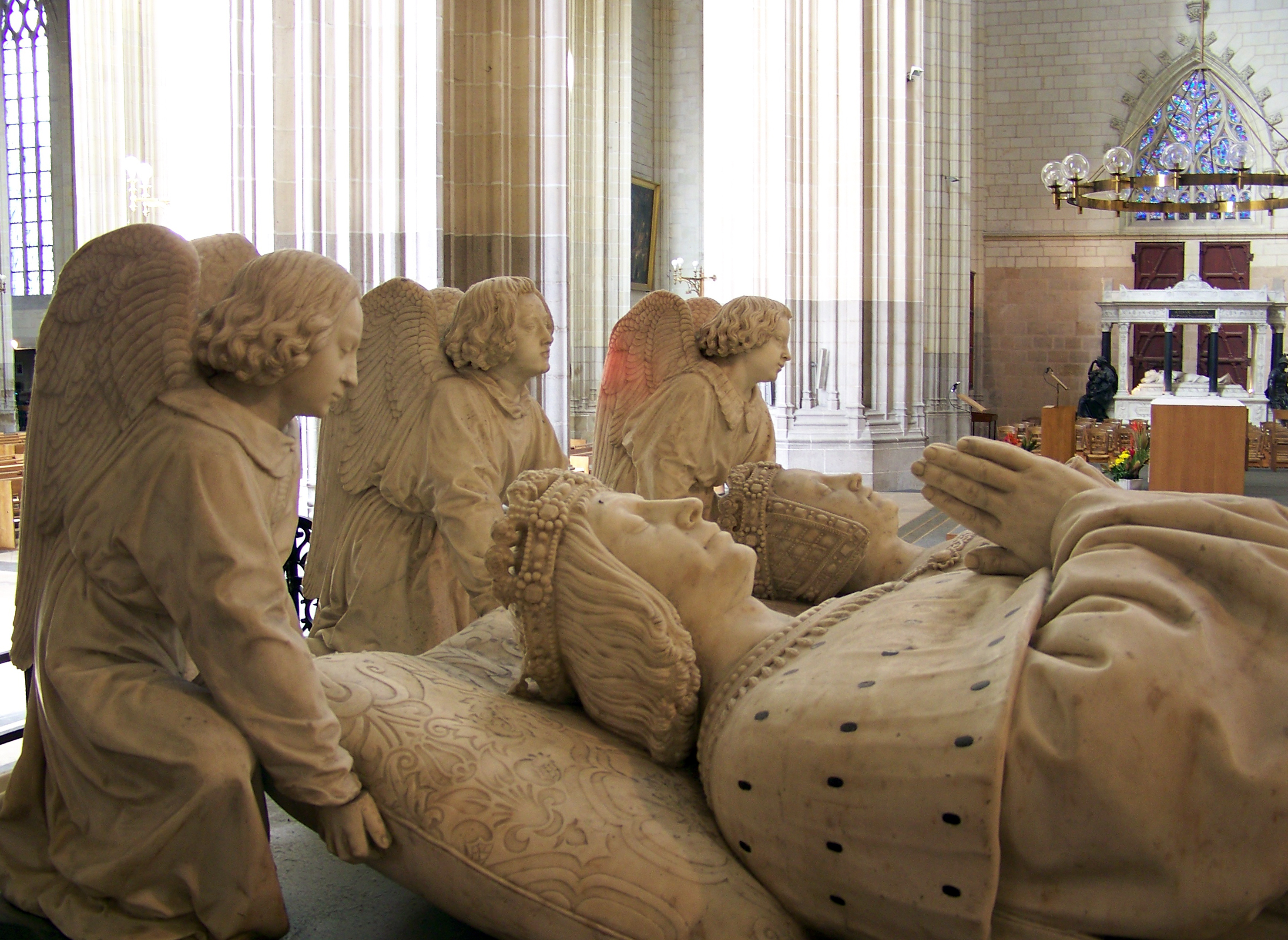
Grabmal von Franz II., 1502–1507
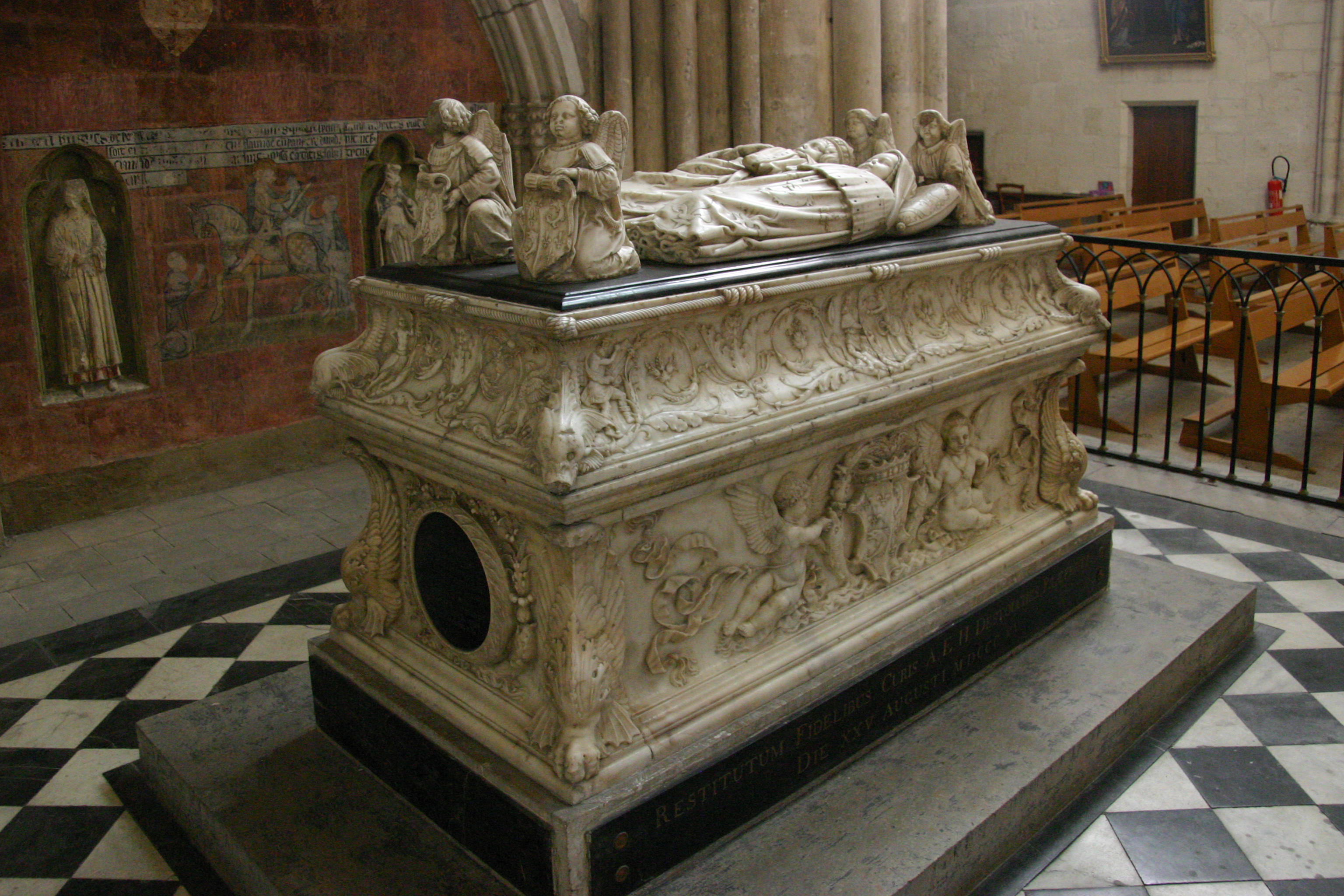
Grabmal der Söhne von Karl VIII. und Anne de Bretagne, 1506
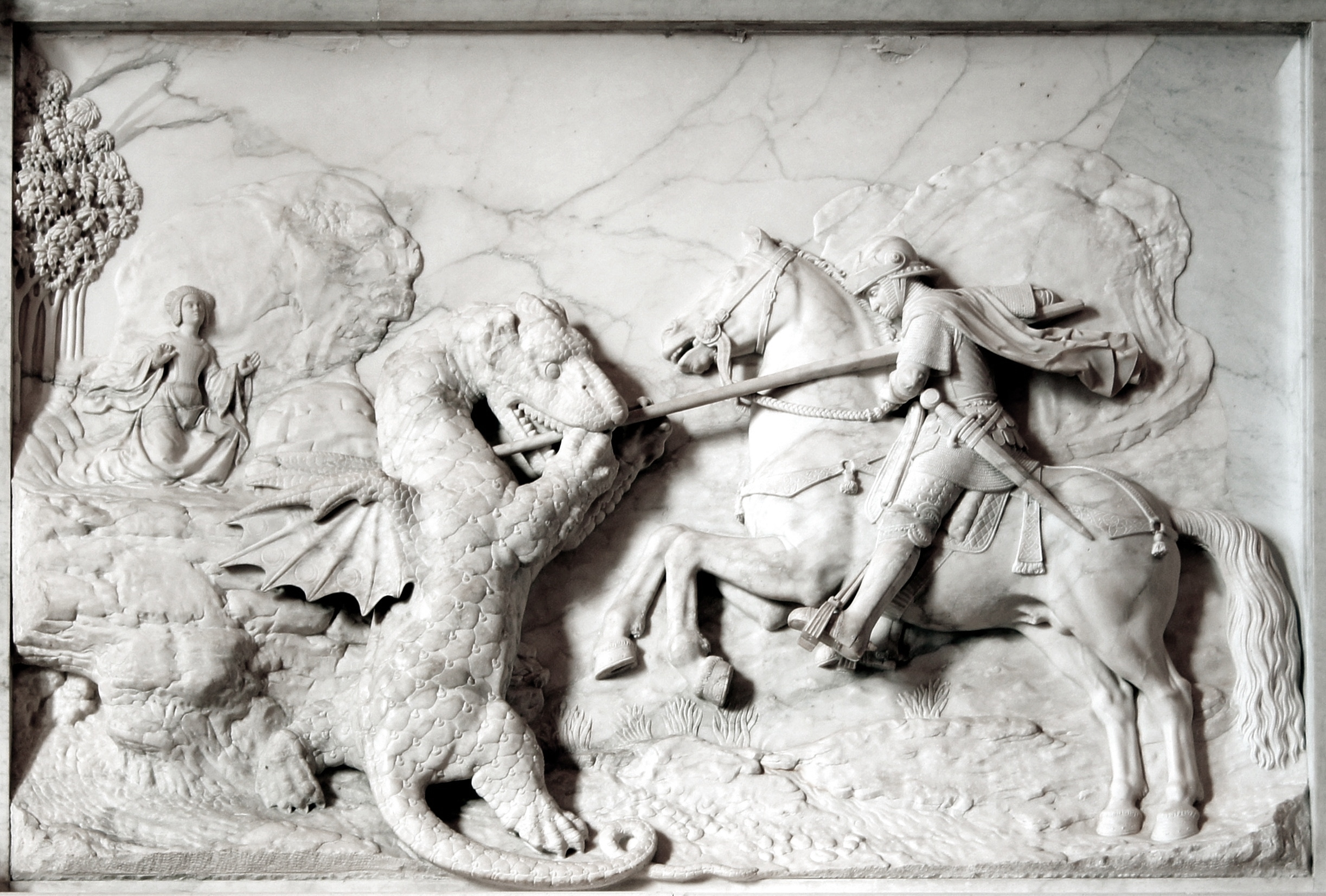
Georgs Kampf mit dem Drachen, 1508
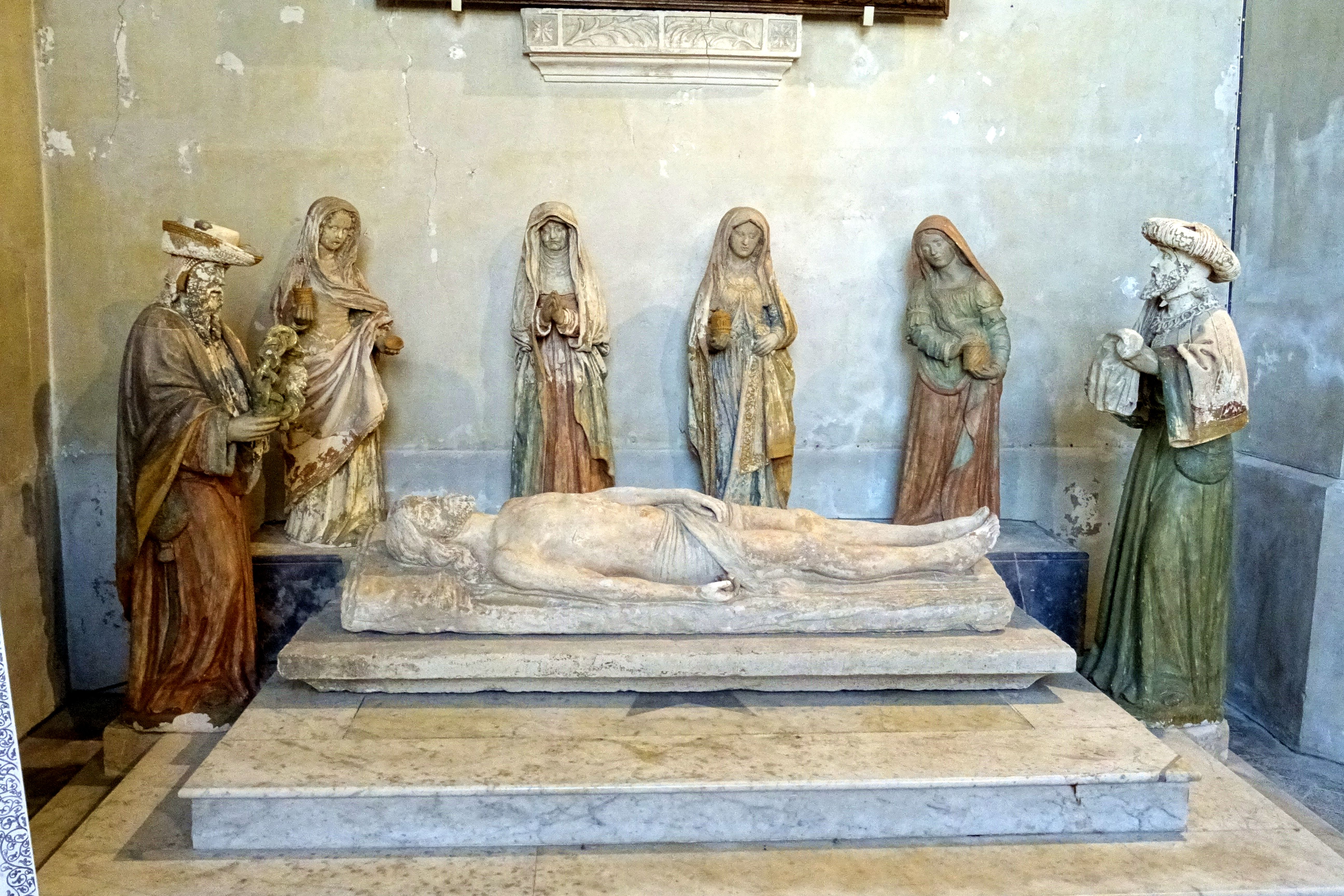
Grablegung Christi in Jouarre, um 1510